# Koninklijke Sporting Club Hasselt
Il Koninklijke Sporting Club Hasselt, meglio conosciuto come KSC Hasselt o semplicemente Hasselt, era una società di calcio belga, con sede a Hasselt.
Nella sua storia il KSC Hasselt ha partecipato in una sola occasione al massimo campionato belga.

## Storia
Il club venne fondato nel 1908 come Excelsior Football Club Hasselt, e dopo l'affiliazione alla URBSFA-KBVB ottenne la matricola 37. Nel 1930 Nicolas Hoydonckx, mentre militava nel club, fu convocato dalla nazionale belga per disputare la prima edizione de Campionato mondiale di calcio. 
Dal 1933 la squadra poté fregiarsi del titolo onorifico di Koninklijk, concesso dal sovrano Alberto I del Belgio.
Nel 1964 si fonde con il Koninklijke Hasseltse Voetbalvereniging (K Hasselt VV) per dare origine allo Koninklijke Sporting Club Hasselt.
Dopo aver ottenuto la promozione al termine della Tweede klasse 1978-1979, partecipa per la prima ed unica volta al massimo campionato belga nella stagione 1979-1980, conclusa al diciottesimo ed ultimo posto, con solo due vittorie, sei pareggi e ben 26 sconfitte. Dal 1980 al 1983 fu allenata dal Pallone d'oro 1962 Josef Masopust.
Nel 2001, sommerso dai debiti, il club si fonde con il Kermt, che manterrà la sua matricola, facendo sparire dal calcio il KSC Hasselt.